# Prażmów (województwo mazowieckie)
Prażmów – wieś sołecka w Polsce położona w województwie mazowieckim, w powiecie piaseczyńskim, w gminie Prażmów.

## Historia
Prażmów jako ośrodek parafii, zorganizowany wokół kościoła pod wezwaniem św. Wita, wymieniony jest w księdze czerskiej w roku 1406 i 1428. Parafia do ostatniego rozbioru Polski należała do diecezji poznańskiej i leżała w granicach powiatu grójeckiego w Ziemi Czerskiej. Parafia była bardzo rozległa (19 wsi). W roku 1452 wydzielono z niej 4 wsie dla nowo powstałej parafii w Pieczyskach. Patronat parafii należał do Belinów Prażmowskich.
Wieś Prażmowo była gniazdem rodziny Prażmowskich, herbu Belina, którzy mieli ją w posiadaniu w latach 1468 -1768. Z tego rodu wywodzili się:

- Jakub Prażmowski,
- Michał Prażmowski (ok. 1440–1507),
- Wawrzyniec Prażmowski,
- Andrzej Prażmowski,
- Mikołaj Jan Prażmowski,
- Wojciech Prażmowski,
- Samuel Jerzy Prażmowski,
- Franciszek Michał Prażmowski.

Wieś szlachecka Prażmowo położona była w drugiej połowie XVI wieku w powiecie grójeckim ziemi czerskiej województwa mazowieckiego.
Podczas wizyty biskupa poznańskiego Goślickiego w roku 1603 pleban Stanisław z Międzychodu posiadał dokument z roku 1532, w którym Aleksy Cieciszowski zapisał pewną sumę na rzecz kościoła. W tym czasie kościół w Prażmowie był drewniany, w dobrym stanie i pod wezwaniem św. Wita, miał cztery ołtarze. Kolatorami kościoła byli Prażmowscy, (Wawrzyniec, Piotr i Adam). Kościół otrzymywał dochód z folwarku w Prażmowie oraz dziesięciny z Prażmowa, Wągrodna i kilku innych wsi. Przy parafii była szkoła dla której na utrzymanie były przeznaczone dziesięciny ze wsi Żyrowo, Żyrowko i Słonawy (osiem złotych, które był zobowiązany zbierać pleban i oddawać je rektorowi szkoły). Parafia należała do dekanatu piaseczyńskiego.
Drewniany kościół spłonął w 1656 r. Murowany kościół w stylu klasycystycznym wybudowano na początku XIX w. Dwa ołtarze boczne sprowadzono w 1818 r. z kościoła jezuitów w Warszawie, natomiast ołtarz wielki pochodzi ze zburzonego w 1859 r., w Warce, zrujnowanego kościoła dominikanów.
W XIX w. wieś należała do rodziny Ryxów. Pierwszym właścicielem wsi pochodzącym z tej rodziny był Franciszek Ryx. W 1905 majątek kupili Emilia i Otton Kubiccy.
W okolicy wsi w czasie powstania styczniowego doszło do bitwy oddziału Władysława Grabowskiego z rosyjskim wojskiem pod dowództwem gen. Mikołaja Mellera-Zakomelskiego. Na prażmowskim cmentarzu znajduje się pamiątkowa mogiła ku czci poległych tam powstańców ufundowana przez osobę mieszkającą na emigracji w Stanach Zjednoczonych.
Do roku 1867 – Gmina miała siedzibę w Prażmowie, później w Wągrodnie. Następnie do 2008 roku w Woli Prażmowskiej.
Zachowały się dwa dwory (w jednym ośrodek zdrowia – to dawny dwór Ryxów z XIX w – 1820 r. z parkiem). We wsi jest szkoła podstawowa, ośrodek zdrowia, biblioteka publiczna.
Kościół pod wezwaniem św. Franciszka z Asyżu, należy do dekanatu tarczyńskiego, archidiecezji warszawskiej.
W latach 1975–1998 miejscowość położona była w województwie warszawskim.
Od 1 września 2008 miejscowość jest siedzibą gminy Prażmów (wcześniej siedzibą była Wola Prażmowska).

## Galeria

Kościół w Prażmowie
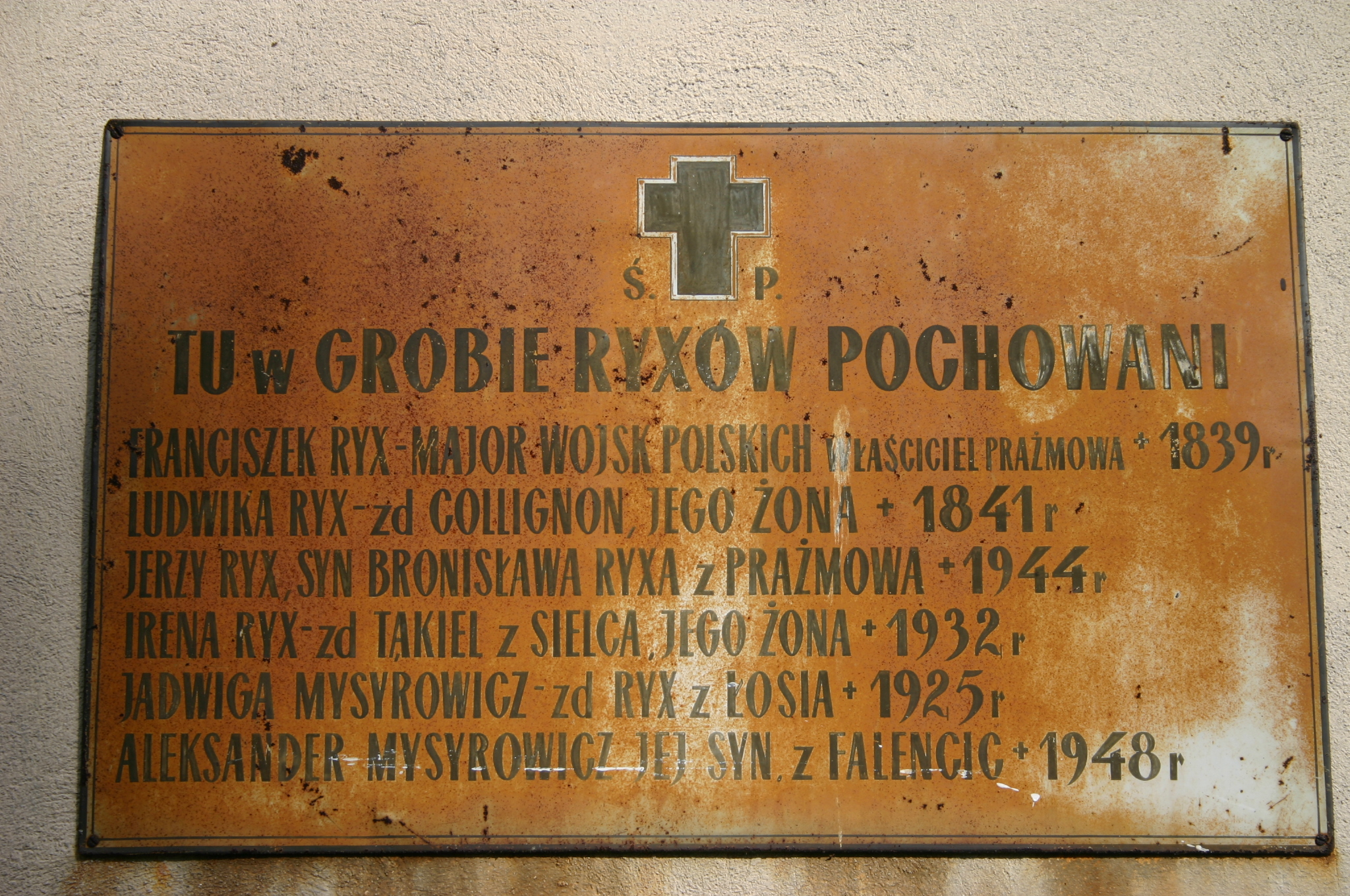
Tablica Ryxów na ścianie kościoła
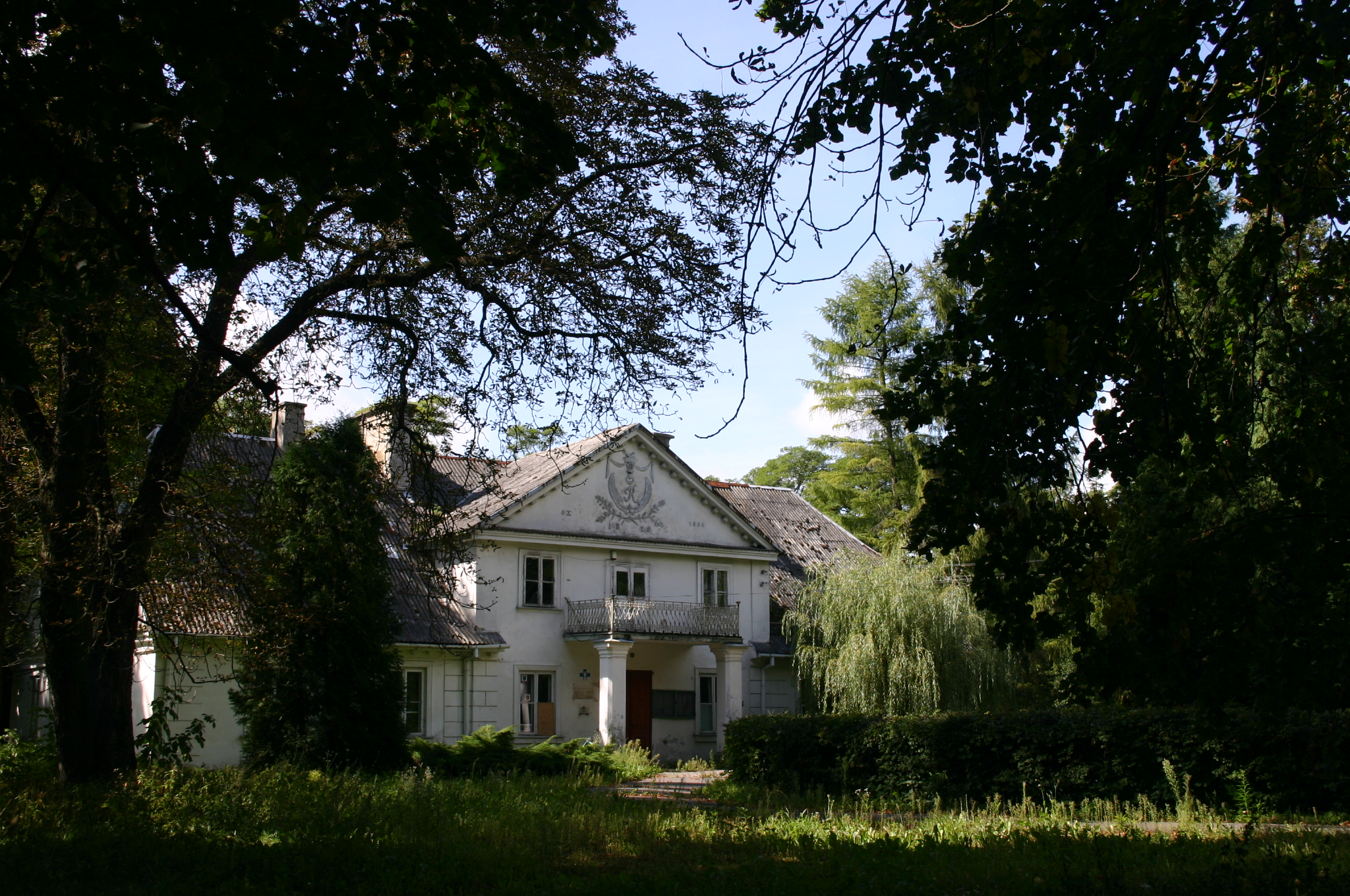
Park i dwór Ryxów
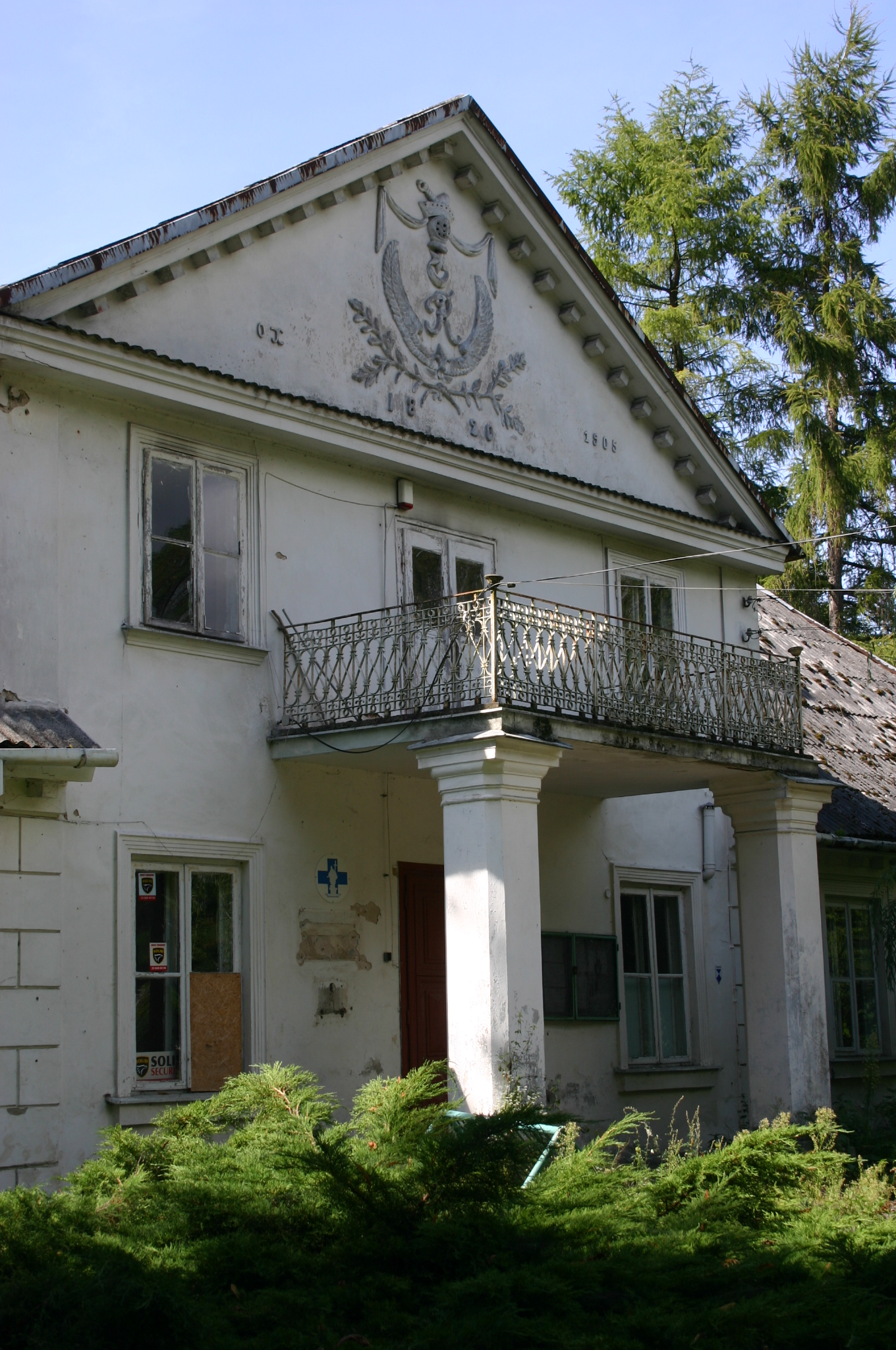
Dwór Ryxów